# Цветан Радославов
Цветан Радославов Хаджиденков е български психолог и автор на съвременния химн на България „Мила Родино“.

## Биография
Роден е в град Свищов през 1863 г. Майка му е дъщеря на възрожденския книгоиздател и просветен деец Христаки Павлович и сестра на живописеца Николай Павлович, но израства в семейството на търговеца Цвятко Радославов, който осиновява и сина ѝ Цветан. Радославов се изучава най-напред при Емануил Васкидович и расте в обкръжението на видни свищовлии като Иван Шишманов и Алеко Константинов. След завършване на Априловската гимназия в Габрово той прекарва няколко години като студент по история и славистика във Виена, а през 1897 г. защитава докторска титла по философия в Лайпциг, Германия. Между 1888 и 1893 г. е гимназиален учител в Габрово, след 1897 г. – в Мъжката гимназия в Русе, а впоследствие – в Трета мъжка гимназия в София.
През 1885 г., по пътя към бойното поле на Сръбско-българската война, в която той участва като доброволец, той композира песента „Горда Стара планина“, която по-късно през 1905 г. е обработена от композитора Добри Христов, а през 1964 г. се превръща в химн на България. Смята се, че за написване на мелодията Радославов използва известното в родния му край Свищовско хоро. През 1895 песента му е отпечатана в учебник по музика на чеха Карел Махан.
Текстът на песента е променян нееднократно. Последните промени датират от 1990 г., а след приемането на новата Конституция на страната, песента „Мила Родино“ пак е утвърдена като национален химн на Република България.
Освен създател на българския химн, Цветан Радославов е и блестящ учен. Той е един от тримата българи (заедно с д-р Кръстьо Кръстев и Никола Алексиев), които са защитили доктората си при бащата на съвременната научна психология – Вилхелм Вунт. Той отхвърля всички покани за преподавателска кариера във Виена, Лайпциг и Прага и се завръща в родината си, където допринася за съграждането на съвременна България, като учи младите българи на западни и древни езици, психология, етика и логика. Радославов живее в малка мансарда на улица „Ангел Кънчев“ № 3, където днес има паметна плоча, направена от Георги Чапкънов.
Цветан Радославов умира в края на октомври 1931 г. в София.

## Памет
На Цветан Радославов е наречена улица в квартал „Гео Милев“ в София (Карта).